# Abubo
Abubo ou Abubus, em "I Macabeus 16:11", o pai de Ptolomeu, que, genro do Sumo Sacerdote e tendo ficado rico, mandou assassinar no Castelo de Doch seu sogro Simão Macabeu, com os dois filhos Matatias e Judas, e criados, durante um banquete que lhes oferecera, objetivando assim dominar o país.